# Boschetto di Tricase
Boschetto di Tricase este o arie protejată (arie specială de conservare — SAC, sit de importanță comunitară — SCI) din Italia întinsă pe o suprafață de 4,15 ha, integral pe uscat.

## Localizare
Centrul sitului Boschetto di Tricase este situat la coordonatele 39°55′32″N 18°22′43″E / 39.925556°N 18.378611°E.

## Înființare
Situl Boschetto di Tricase a fost declarat sit de importanță comunitară în iunie 1995 pentru a proteja 2 specii de animale. Situl a fost protejat și ca arie specială de conservare în martie 2018.

## Biodiversitate
Situată în ecoregiunea mediteraneană, aria protejată conține 1 habitat natural: Păduri de Quercus macrolepis.
La baza desemnării sitului se află mai multe specii protejate de  reptile (2): șarpele cu patru dungi (Elaphe quatuorlineata), elaphe situla (Zamenis situla).
Pe lângă speciile protejate, pe teritoriul sitului au mai fost identificate 2 specii de plante, 4 specii de reptile.